# XVIIe gouvernement constitutionnel de Sao Tomé-et-Principe
République démocratique de Sao Tomé-et-Principe
XVIe XVIIIe
Le XVIIe gouvernement constitutionnel de Sao Tomé-et-Principe (en portugais : XVIIe Governo Constitucional de São Tomé e Príncipe) est le dix-septième gouvernement de Sao Tomé-et-Principe. Il est en fonction du 3 décembre 2018 au 9 novembre 2022, sous le Premier ministre Jorge Bom Jesus et les présidents de la République Evaristo Carvalho puis Carlos Vila Nova.
Il est créé à la suite des élections législatives d'octobre 2018 et la victoire de l'opposition, majoritaire à l'Assemblée nationale avec 28 sièges sur 55. La majorité gouvernementale est constituée principalement du Mouvement pour la libération de Sao Tomé-et-Principe – Parti social-démocrate, rejointe par la coalition entre le Parti de convergence démocratique – Groupe de réflexion et l'Union MDFM-UDD.
Il est remanié le 19 septembre 2020 et le 2 février 2022.

## Composition initiale

### Premier ministre
- Premier ministre : Jorge Bom Jesus

### Ministres
| Portefeuille                                                                                       | Titulaire                | Partis | Partis       |
| -------------------------------------------------------------------------------------------------- | ------------------------ | ------ | ------------ |
| Ministre des Affaires étrangères, de la Coopération et des Communautés                             | Elsa Pinto               |        | MLSTP-PSD    |
| Ministre des Travaux publics, des Infrastructures, des Ressources naturelles et de l'Environnement | Osvaldo Abreu            |        | MLSTP-PSD    |
| Ministre de la Planification, des Finances et de l'Économie bleue                                  | Osvaldo Vaz              |        | MLSTP-PSD    |
| Ministre de la Défense et de l'Ordre intérieur                                                     | Óscar Sousa              |        | MLSTP-PSD    |
| Ministre de la Justice, de l'Administration publique et des Droits de l'Homme                      | Ivete da Graça Correia   |        | MLSTP-PSD    |
| Ministre de l'Agriculture, de la Pêche et du Développement rural                                   | Francisco dos Ramos      |        | PCD-MDFM-UDD |
| Ministre de la Présidence du Conseil des ministres et des Affaires parlementaires                  | Wuando Castro            |        | MLSTP-PSD    |
| Ministre de l'Éducation et de l'Enseignement supérieur                                             | Julieta Izidro Rodrigues |        | MLSTP-PSD    |
| Ministre du Tourisme, de la Culture, du Commerce et de l'Industrie                                 | Maria da Graça Lavres    |        | MLSTP-PSD    |
| Ministre de la Santé                                                                               | Edgar Neves              |        | MDFM-UDD     |
| Ministre du Travail, de la Solidarité, de la Famille et de la Formation professionnelle            | Adlander Costa Matos     |        | MLSTP-PSD    |
| Ministre de la Jeunesse, du Sport et de l'Entrepreneuriat                                          | Vinicius Xavier de Pina  |        | MLSTP-PSD    |

### Secrétaires d'État
| Portefeuille                                                                       | Titulaire                | Partis | Partis   |
| ---------------------------------------------------------------------------------- | ------------------------ | ------ | -------- |
| Secrétaire d'État à la Communication sociale Porte-parole du Conseil des ministres | Adelino Lucas            |        | MDFM-UDD |
| Secrétaires d'État au Commerce et au Tourisme                                      | Eugénio António da Graça |        | MDFM-UDD |

## Évolution de la composition du gouvernement

### Remaniement de 2020
Le premier remaniement du gouvernement intervient deux ans après sa formation, le 19 septembre 2020. Il voit le remplacement de deux ministres, l'arrivée d'un ministre et d'un secrétaire d'État ainsi qu'un changement de fonction pour deux autres,.
La ministre des Affaires étrangères, de la Coopération et des Communautés Elsa Pinto est remplacée par Edite Ten Juá, femme d'affaires, et la ministre du Tourisme, de la Culture, du Commerce et de l'Industrie Maria da Graça Lavres par Aerton do Rosário, député, sous le simple intitulé de ministre du Tourisme et de la Culture.
Le juriste et député Cilcio dos Santos est nommé ministre des Affaires parlementaires, de la Réforme de l'État et de la Décentralisation et l'ingénieur Eugénio Nascimento, élu président de l'assemblée du district d'Água Grande en 2018, secrétaire d'État aux Travaux publics, à l'Aménagement du territoire et à l'Environnement. Ils sont tous deux membres du MLSTP-PSD,.
Wuando Castro, jusque là ministre de la Présidence du Conseil des ministres et des Affaires parlementaires perd donc son rattachement au Parlement, mais obtient les portefeuilles de la Communication sociale et des Nouvelles technologies. Osvaldo Abreu, ministre des Travaux publics, des Infrastructures, des Ressources naturelles et de l'Environnement perd lui deux de ses portefeuilles, ne gardant que les Infrastructures et les Ressources naturelles.

### Départs d'Óscar Sousa et d'Osvaldo Vaz
En août 2021, le ministre de la Défense et de l'Ordre intérieur Óscar Sousa est limogé du gouvernement pour des raisons de santé,. Il est remplacé par intérim par le chef du gouvernement,.
Le 29 septembre 2021, Osvaldo Vaz démissionne du ministère de la Planification, des Finances et de l'Économie bleue. Après un intérim assuré par Wuando Castro, l'économiste Engrácio da Graça lui succède le 13 octobre 2021.

### Remaniement de 2022
Après la démission de deux ministres, le gouvernement subit un second remaniement le 2 février 2022,.
Óscar Sousa, dont les fonctions ont pris fin en août 2021, est remplacé au portefeuille de la Défense par Jorge Amado. Le ministre de la Santé Edgar Neves, qui avait demandé sa démission après un désaccord avec le syndicat des professionnels de la santé, est remplacé par l'ancienne députée Filomena Monteiro.
Eugénio Nascimento, secrétaire d'État aux Travaux publics, à l'Aménagement du territoire et à l'Environnement, est remplacé par Ernestino da Costa Gomes. Ivete da Graça Correia, ministre de la Justice, de l'Administration publique et des Droits de l'Homme, est aussi écartée, et ses portefeuilles sont repris par Cilcio dos Santos, jusque là ministre des Affaires parlementaires, de la Réforme de l'État et de la Décentralisation. Wuando Castro voit son portefueille une nouvelle fois évoluer, conservant la Présidence du Conseil des ministres et les Nouvelles technologies, reprenant les Affaires parlementaires, et laissant la Communication sociale à la seule charge du secrétaire d'État Adelino Lucas, qui en avait déjà la fonction depuis 2018.

## Composition définitive

### Premier ministre
- Premier ministre : Jorge Bom Jesus

### Ministres
| Portefeuille                                                                                                  | Titulaire                | Partis | Partis       |
| --- | ------------------------ | ------ | ------------ |
| Ministre des Affaires étrangères, de la Coopération et des Communautés                                        | Edite Ten Juá            |        | MLSTP-PSD    |
| Ministre des Infrastructures et des Ressources naturelles                                                     | Osvaldo Abreu            |        | MLSTP-PSD    |
| Ministre de la Planification, des Finances et de l'Économie bleue                                             | Engrácio da Graça        |        |              |
| Ministre de la Défense nationale                                                                              | Jorge Amado              |        | MLSTP-PSD    |
| Ministre de la Justice, de l'Administration publique et des Droits de l'Homme                                 | Cilcio dos Santos        |        |              |
| Ministre de l'Agriculture, de la Pêche et du Développement rural                                              | Francisco dos Ramos      |        | PCD-MDFM-UDD |
| Ministre de la Présidence du Conseil des ministres, des Nouvelles technologies et des Affaires parlementaires | Wuando Castro            |        | MLSTP-PSD    |
| Ministre de l'Éducation et de l'Enseignement supérieur                                                        | Julieta Izidro Rodrigues |        | MLSTP-PSD    |
| Ministre du Tourisme et de la Culture                                                                         | Aerton do Rosário        |        | MLSTP-PSD    |
| Ministre de la Santé                                                                                          | Filomena Monteiro        |        |              |
| Ministre du Travail, de la Solidarité, de la Famille et de la Formation professionnelle                       | Adlander Costa Matos     |        | MLSTP-PSD    |
| Ministre de la Jeunesse, du Sport et de l'Entrepreneuriat                                                     | Vinicius Xavier de Pina  |        | MLSTP-PSD    |

### Secrétaires d'État
| Portefeuille                                                                              | Titulaire                | Partis | Partis  |
| ----------------------------------------------------------------------------------------- | ------------------------ | ------ | ------- |
| Secrétaire d'État à la Communication sociale Porte-parole du Conseil des ministres        | Adelino Lucas            |        | MDFM-UL |
| Secrétaires d'État au Commerce et au Tourisme                                             | Eugénio António da Graça |        | MDFM-UL |
| Secrétaire d'État aux Travaux publics, à l'Aménagement du territoire et à l'Environnement | Ernestino da Costa Gomes |        |         |

## Relations avec le Parlement

### Vote de confiance
Le 25 juin 2019, un vote de confiance est organisé à l'Assemblée nationale à la demande du Premier ministre. Il obtient 28 voix pour, venant toute de la majorité, et 21 voix contre. Seul Levy Nazaré (ADI) s'abstient.
|            |    |   |    |   |    |
| POUR       | 23 | 5 | 0  | 0 | 28 |
| CONTRE     | 0  | 0 | 20 | 1 | 21 |
| ABSTENTION | 0  | 0 | 1  | 0 | 1  |
| NON-VOTANT | 0  | 0 | 4  | 1 | 5  |

### Motion de censure
Une motion de censure déposée par quatorze députés du groupe Action démocratique indépendante est votée le 31 juillet 2020. Elle n'est pas adoptée.
|            |    |   |    |   |    |
| POUR       | 0  | 0 | 24 | 0 | 24 |
| CONTRE     | 23 | 5 | 0  | 0 | 28 |
| ABSTENTION | 0  | 0 | 1  | 2 | 3  |
| NON-VOTANT | 0  | 0 | 0  | 0 | 0  |